# Камбьязо, Лука
Лука Камбьязо, также Камбьязи, или Лука Канджаджио, Канджазо на лигурийском наречии (итал. Luca Cambiaso, Luca Cangiagio, Luca Cangiasо; 18 октября 1527, Монелья, Лигурия (провинция Генуя) — 6 сентября 1585, Эскориал, Испания) — итальянский художник, рисовальщик, живописец и скульптор, маньерист. Основоположник генуэзской школы монументальной росписи. В Испании, где он работал в последние годы, был известен под именем «Лукетто генуэзец» (Luchetto da Genova). Художник также прославился изображением «ночных сцен» (scene notturne) с эффектами светотени и «кубистическими рисунками» (la maniera cubica).

## Биография
Лука был сыном художника Джованни из Камбьязо (1495—1579), который родился в Сан-Квирико-ин-Валь-Польчевера (провинция Генуя), месте, которое ему пришлось позднее покинуть, спасаясь от расположившихся там французских войск. Джованни да Камбьязо переехал в Монелью (Лигурия), где родился его сын Лука.
Отец дал Луке первые уроки рисования и живописи и научил его копировать рисунки мастеров итальянского Возрождения, лепить глиняные фигурки. Лука также изучал фрески Перино дель Вага, Доменико Беккафуми и Порденоне во дворце Андреа II Дориа в Фассоло (Генуя).
Уже в пятнадцатилетнем возрасте Лука Камбьязо занимался вместе с отцом стенописью в церквях Генуи и других городов Лигурии. В 1547—1548 годах отец и сын Камбьязо расписывали палаццо Антонио Дориа аль-Аквасола, они также написали алтарный образ «Поклонение волхвов», который теперь находится в Галерее Сабауда в Турине. Композиция этого произведения восходит к картине Пеллегрино Тибальди «Поклонение пастухов» (в Галерее Боргезе в Риме), что косвенно указывает на возможный контакт между художниками; также очевидно влияние на обоих живописцев творчества Микеланджело.
В 1558—1559 годах отец и сын Камбьязо в сотрудничестве с Джованни Баттиста Кастелло иль Бергамаско расписывали церковь Сан-Маттео. Вскоре после смерти Перино дель Вага в 1547 году Лука Камбьязо прибыл в Рим. Из Рима он отправился в Эмилию-Романью, чтобы увидеть искусство Пармиджанино и Корреджо. Бергамаско в 1567 году покинул Геную, отправившись на работу в Испанию, и Лука в одиночку завершал начатые вместе работы, такие как фрески капеллы Леркари в соборе Сан-Лоренцо.
В 1583 году Лука принял приглашение испанского короля Филиппа II и прибыл в Мадрид для работы в Эскориале. Он начал роспись свода церкви монастыря, но скончался 6 сентября 1585 года, так и не сумев завершить работу.
Его сын, Орацио Камбьязо, также стал художником. Работал с отцом в Испании, вернулся в Геную в 1585 году после смерти отца, стал преподавать. Его учениками и последователями были Джованни Андреа Ансальдо, Симоне Барабино, Джулио Бенсо, Баттиста и Бернардо Кастелло, Джованни Баттиста Паджи, Франческо Спеццини и Ладзаро Тавароне.

## Творчество
Лука Камбьязо изучал и копировал работы Перино дель Вага, Доменико Беккафуми и Джованни Антонио Порденоне. Его индивидуальный стиль складывался под влиянием Рафаэля, Пармиджанино и Корреджо, но более других он испытал влияние Микеланджело. Он писал «ночные сцены», или «ноктюрны» (итал. notturno), среди которых — «Поклонение пастухов» (1570) и так называемая «Мадонна свечи» (1575). Оба произведения вдохновлены картиной «Рождество», или «Ночь», Корреджо.
Лука Камбьязо изучал пропорции человеческого тела, измеряя их на моделях практическим методом, следуя примеру Микеланджело Буонарроти (по принципу «пунктировальной машины»), и полагал, что сможет превзойти мастера собственными открытиями. Джованни Паоло Ломаццо в трактате «Идея храма живописи» (Idea del tempio della pittura, 1590) писал, что Лука Камбьязо, показывая свои рисунки другим художникам в Риме, подчёркивал достоинство пропорций изображаемых им фигур и хвастался тем, что нашёл безошибочную систему гармонизации «методом чисел» и геометризации объёмов, изображая фигуры в сильных ракурсах. В своих ранних рисунках Камбьязо отдавал предпочтение смелым ракурсам и преувеличенным жестам. В середине 1560-х годов он начал рисовать в упрощённом геометрическом стиле, который, возможно, был вдохновлен аналогичными работами Альбрехта Дюрера и других немецких художников. Однако по утверждению Дж. П. Ломаццо идея «рисовать фигуры кубиками» принадлежит ломбардскому живописцу раннего Возрождения Винченцо Фоппе, и только позднее этой идеей воспользовались в собственных целях Альбрехт Дюрер, Альбрехт Альтдорфер и Ганс Гольбейн Младший.
В Галерее Уффици во Флоренции хранятся рисунки Луки Камбьязо, на которых изображены человеческие фигуры в разнообразных движениях, сведённые к элементарным геометрическим объёмам. Их называют рисунками «кубистической манеры» (la maniera cubica). Подобные теории и изобразительные приёмы характерны и для других художников периода итальянского маньеризма, например рисунков Джованни Баттиста Брачелли.
Аналогичные идеи излагал два десятилетия спустя испанский художник, ювелир и анатом Хуан де Арфе и Вильяфанье (1535—1603) в теоретической работе «Соизмерения для архитектуры и скульптуры» (Varia comesuracion para la escultura y arquitectura) в четырёх книгах (1585—1587). Вторая книга трактата, снабжённая гравюрами на дереве, была посвящена анатомии человеческого тела. Автор сообщал, что испанские художники Педро Берругете и Гаспар Бесерра, вернувшись из Рима, принесли в Испанию более точный способ понимания пропорций, чем тот, который был в моде во времена Дюрера. Этот метод адаптировал человеческое тело к формам квадратов и кубов, в которые его можно вписать. Однако там, где Микеланджело «начинал с куба», пользуясь скульптурным методом «обрубовки», удаляя излишний материал мраморной глыбы и как бы «высвобождая» из неё фигуру (способ формовычитания), маньеризм действует в противоположном направлении: «приводит к кубам» живые фигуры. Именно так работают Даниеле да Вольтерра, Пеллегрино Тибальди и Лука Камбьязо. В этом состоит очевидное различие конструктивного мышления мастеров Высокого Возрождения и деструктивность искусства маньеристов.
В Санкт-Петербургском Эрмитаже имеется картина Луки Камбьязо «Венера и Адонис» на сюжет «Метаморфоз» Овидия.

## Галерея

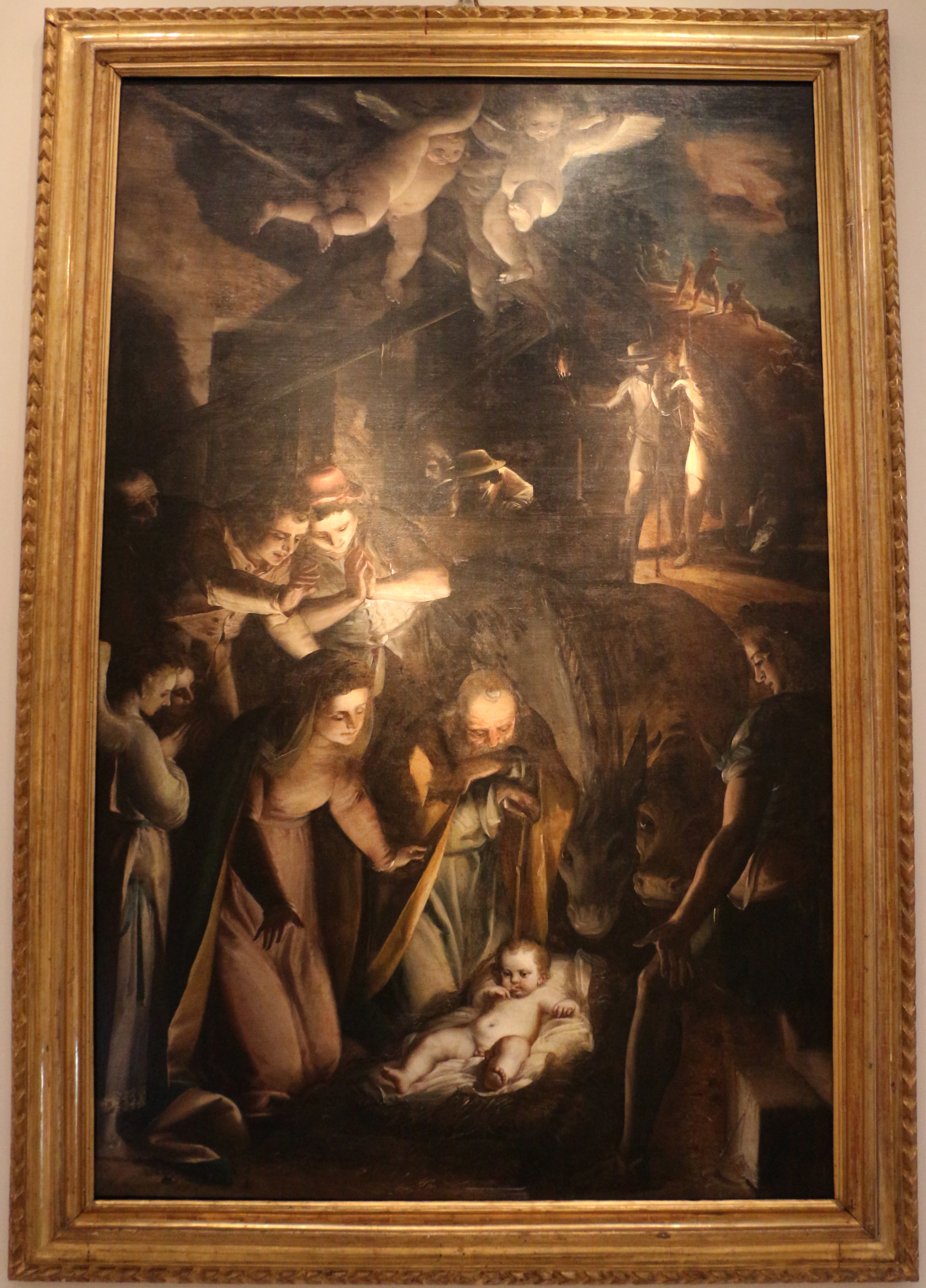
Поклонение пастухов. 1570. Холст, масло. Национальная пинакотека, Болонья
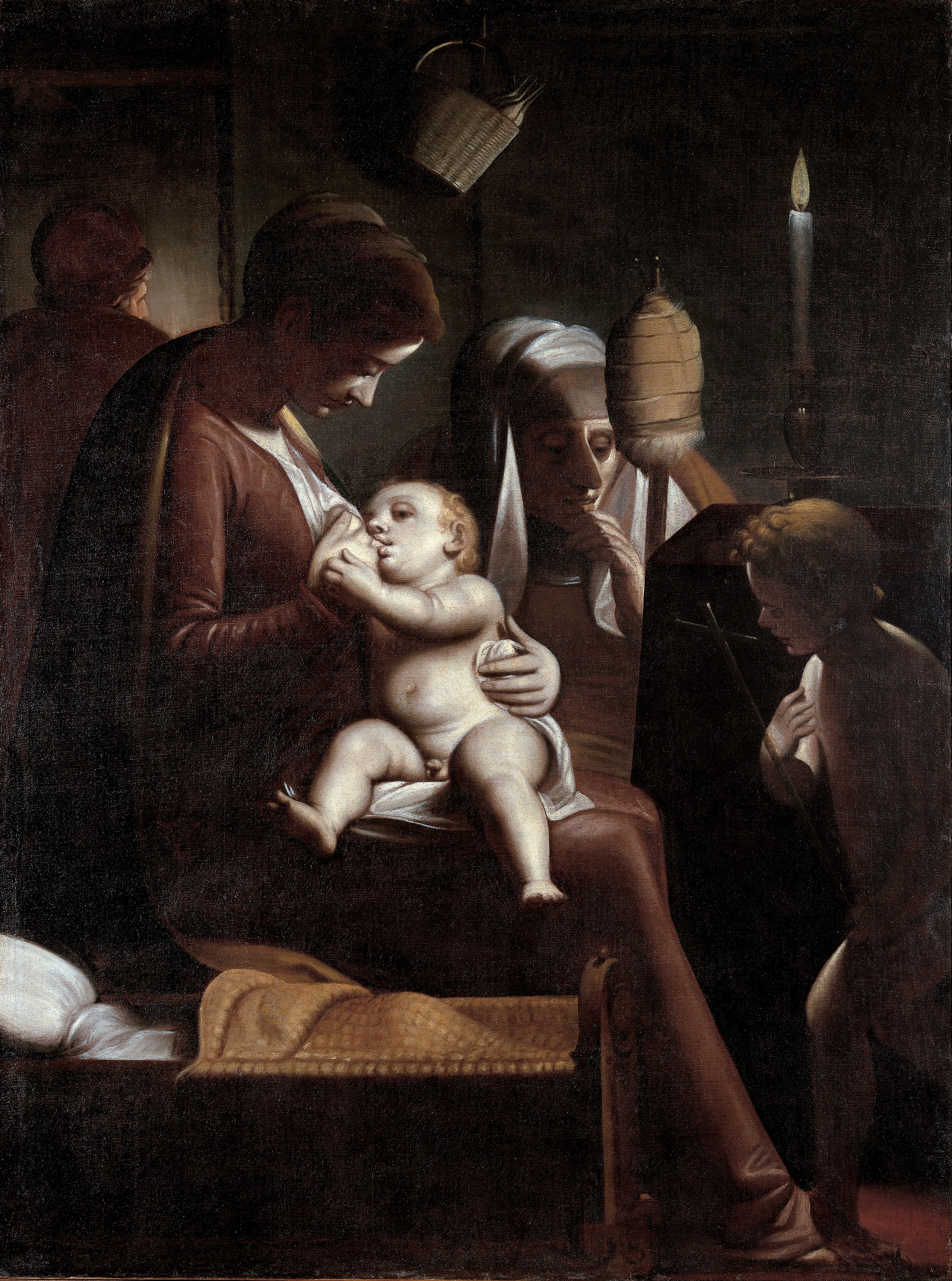
Мадонна свечи. 1575. Холст, масло. Музеи Новой улицы, Генуя
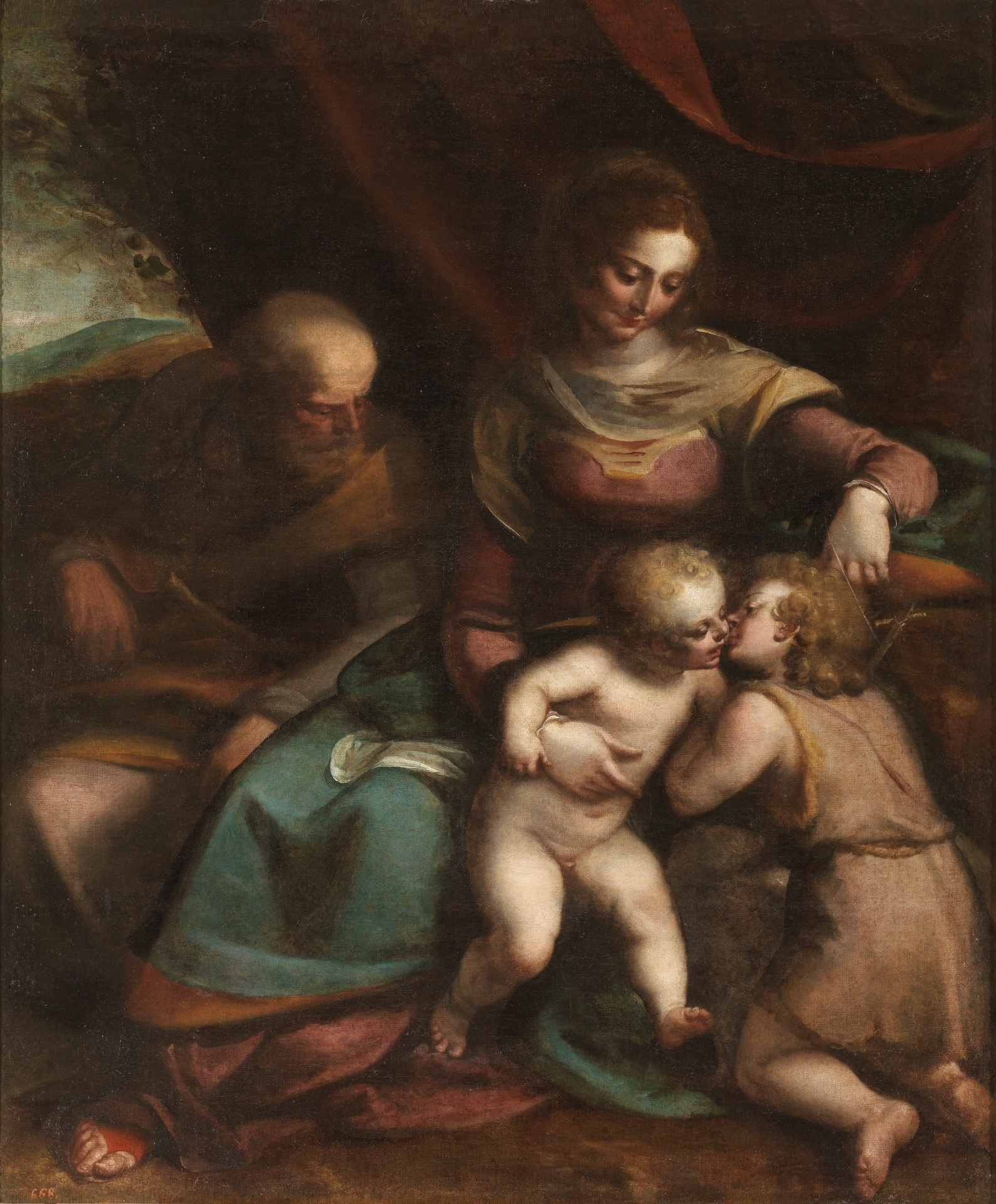
Святое семейство. Между 1551 и 1600 гг. Прадо, Мадрид
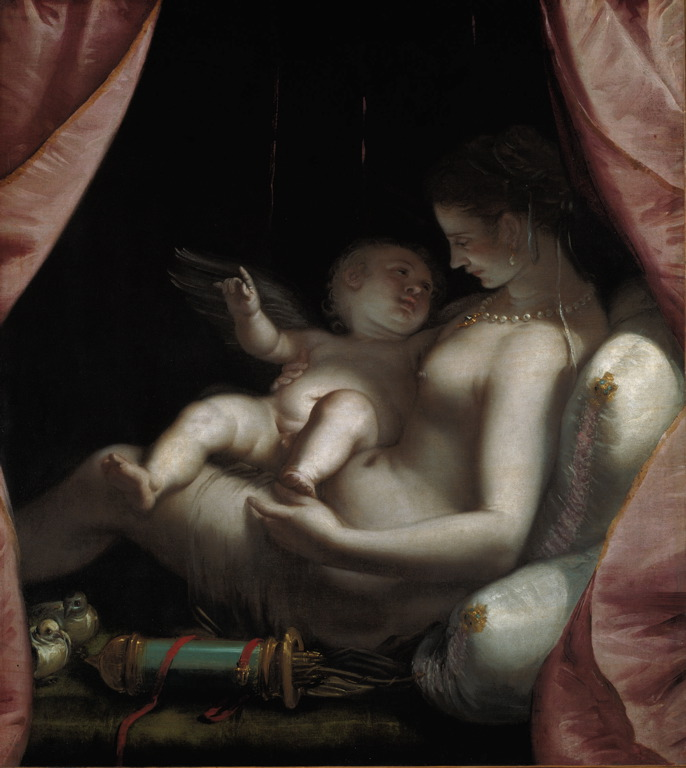
Венера и Купидон. 1570. Холст, масло. Чикагский институт искусств
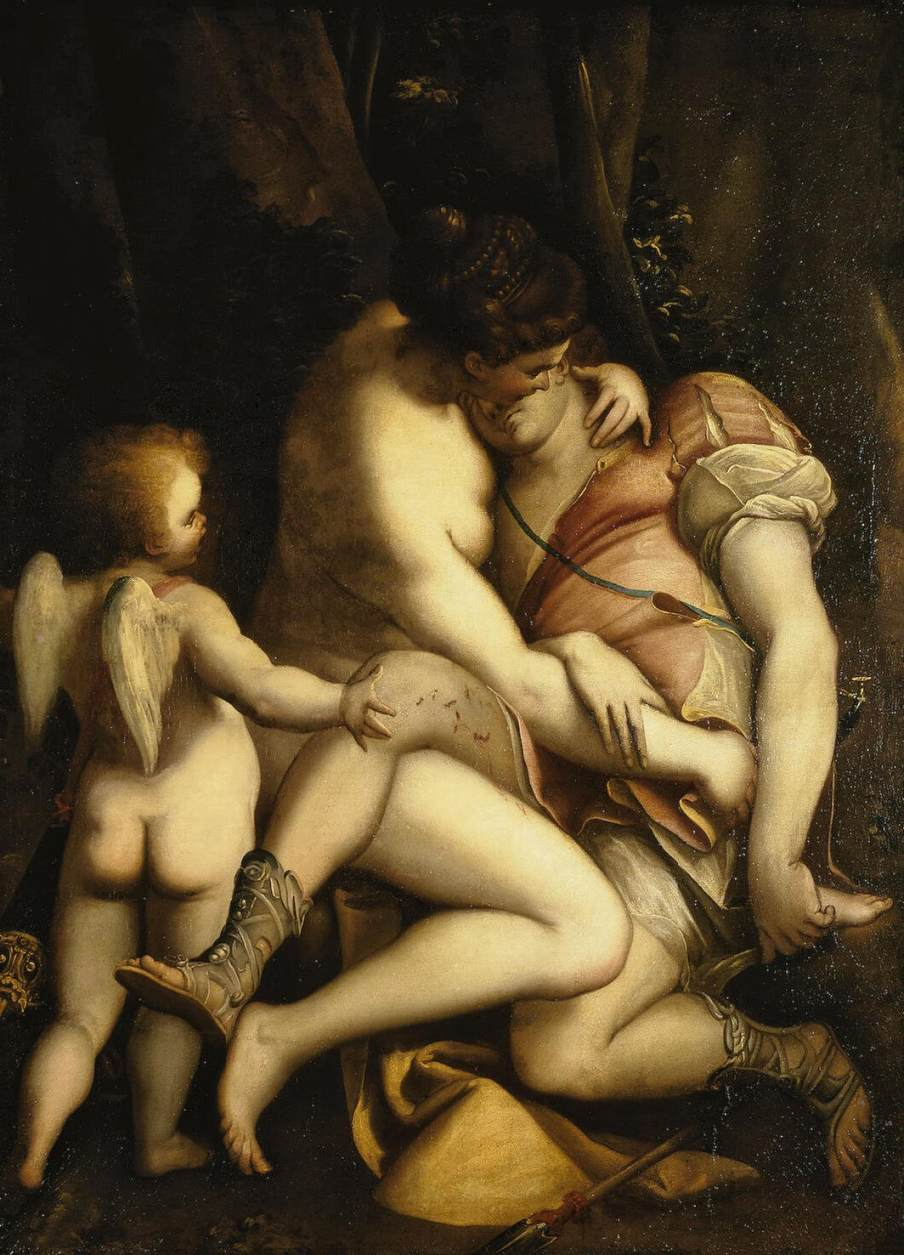
Венера и Адонис. Между 1565 и 1569 гг. Холст, масло. Государственный Эрмитаж, Санкт-Петербург
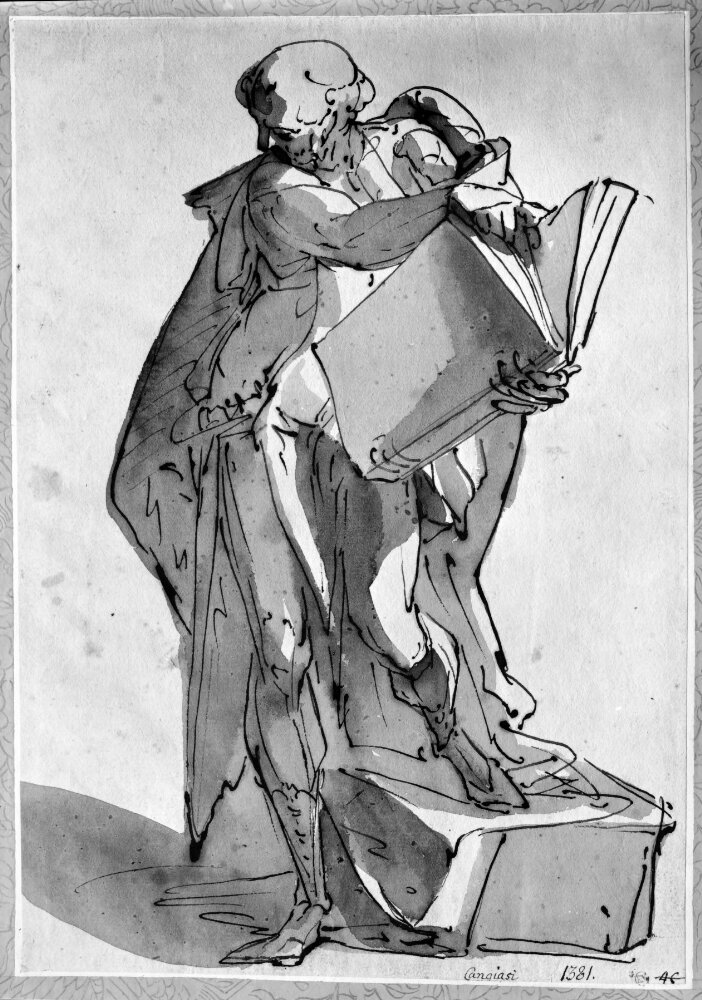
Пророк. Бумага, тушь, перо, кисть. Национальный музей изобразительных искусств, Стокгольм
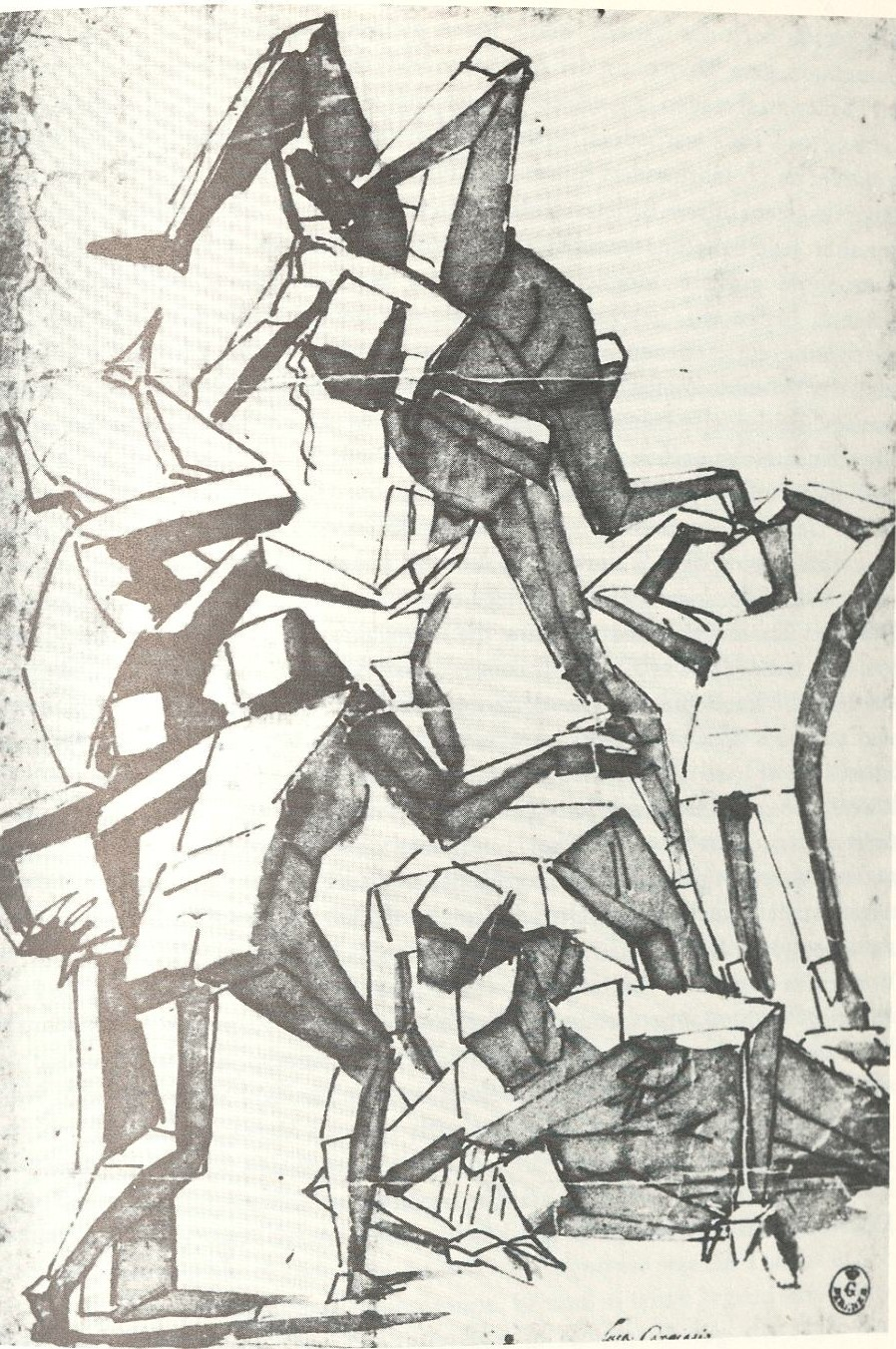
Семь фигур. 1560. Бумага, бистр, перо, кисть. Уффици, Флоренция
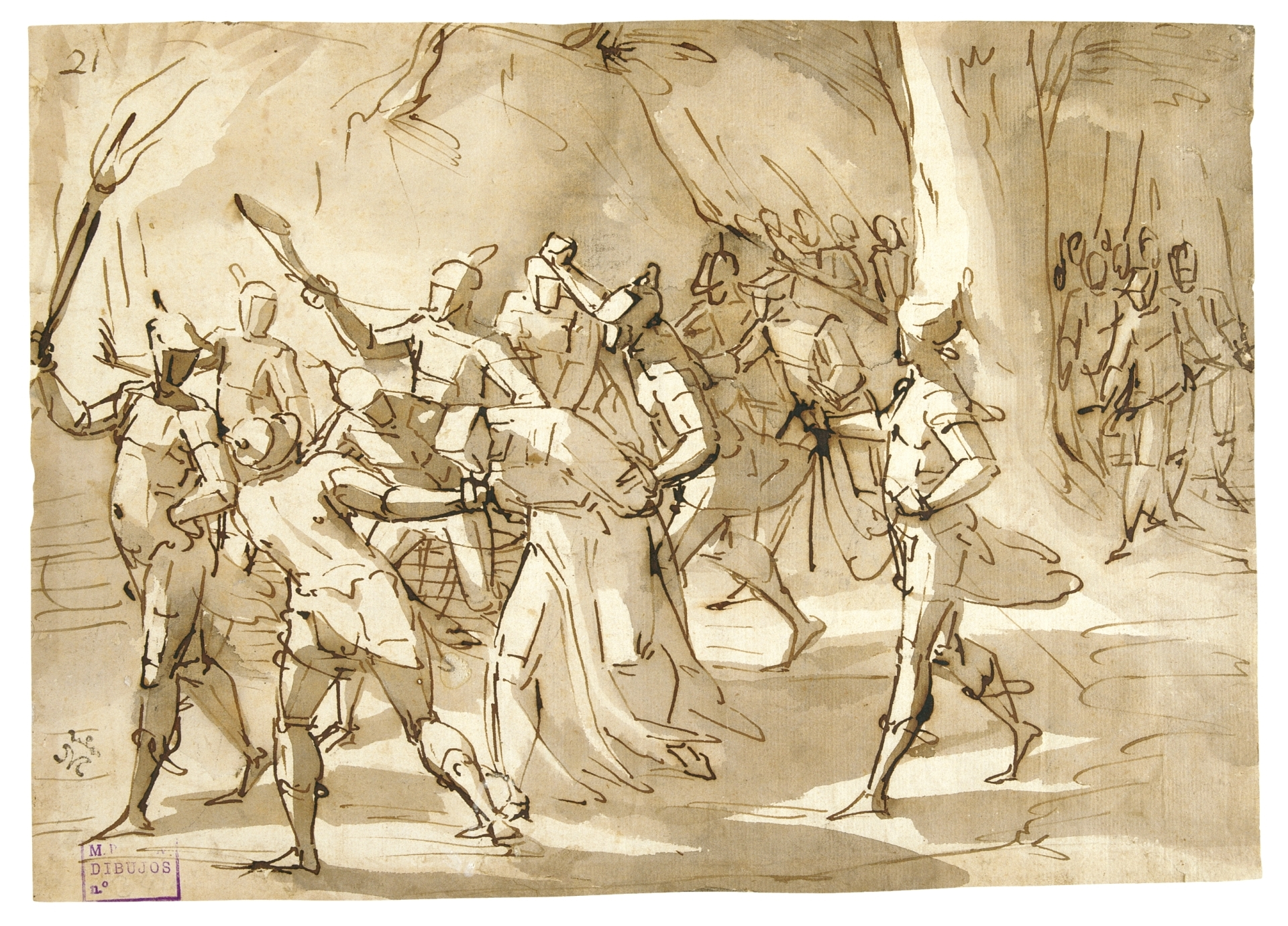
Взятие Христа под стражу. Между 1550 и 1575 гг. Бумага, бистр, перо, кисть. Прадо, Мадрид